# Rakitnica (Prača)
Rakitnica je rijeka u BiH, lijeva pritoka Prače.

## Opis
Izvire u jednom proširenom amfiteatru, iz umrtvljenog sipara, gdje veći broj malih vrela sva zajedno daju Qmin 140 l/s vode. Izvorište se nalazi između brda Prisoj i Jasika  (Stupni do, Dolovi), kod Vojinovića kuća nedaleko od sela Šenkovića na istočnom obodu Glasinačkog polja na visini od 760 m n/m udaljenom oko 20 km od Rogatice (izvor se nalazi u općini Sokolac). Presijeca Rogatičku kotlinu i usput prima potoke Bereg, Radavu i Gračanicu, u samom gradu Rogatici dva potoka Toplik i Sutjesku i dalje potok Lukavicu.
Dio toka rijeke kroz Rogaticu je uređen i reguliran od 1968. – 1974. godine. U centru Rogatice, na Rakitnici je kupalište Zakula. U Sastavcima istočno od sela Mesića (zaselak Izgumanje) se ulijeva u rijeku Praču. Rakitnica je duga 23 km.